# Nordic European Airlines
Nordic European Airlines (bis 1996 als Nordic East Airways firmierend) war eine auf dem Flughafen Stockholm/Arlanda ansässige schwedische Fluggesellschaft, die ihren Betrieb im Jahr 1998 eingestellt hat.

## Geschichte

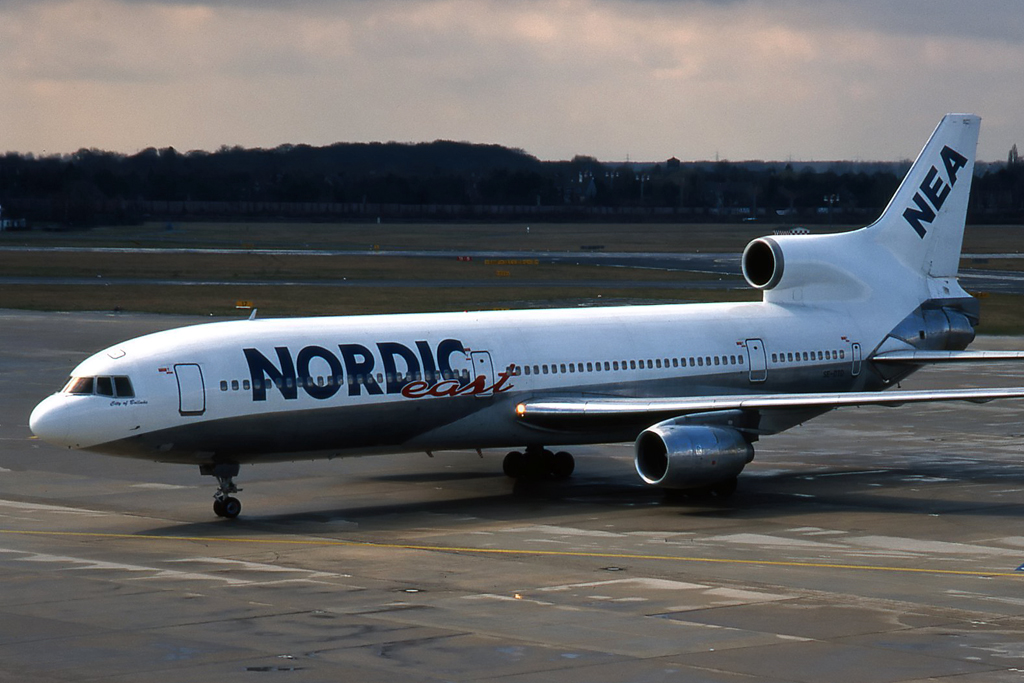
Die ab 1995 eingesetzten Lockheed L-1011 der Nordic East Airways stammten von Cathay Pacific.

Die Gesellschaft wurde Anfang 1991 von Privatinvestoren in Stockholm unter dem Namen Nordic East Airways (NEA) gegründet. Die Betriebsaufnahme erfolgte am 9. August 1991 vom Flughafen Stockholm/Arlanda mit einer gemieteten Douglas DC-9-21 der SAS Scandinavian Airlines, die im Auftrag schwedischer Reiseveranstalter auf IT-Charterflügen nach Südeuropa zum Einsatz kam und daneben für Gelegenheitsaufträge (Ad-hoc-Charter) genutzt wurde. Das Unternehmen leaste ab Januar 1992 eine zusätzliche McDonnell Douglas MD-82 von SAS. Ende 1992 beteiligte sich Nordic East Airways an der Gründung der griechischen Charterfluggesellschaft Venus Airlines.
Nach Inkrafttreten des geänderten EU-Luftverkehrsrechts nahm Nordic East Airways ab Ende 1993 auch Charterverkehr von Abflughäfen außerhalb Schwedens auf. Im Auftrag des Leipziger Reiseveranstalters Hellas Reisen führte die Gesellschaft ab April 1995 IT-Charterflüge vom Flughafen Berlin-Schönefeld nach Griechenland mit einer Boeing 737-400 durch. Zeitgleich wurden die ersten geleasten Großraumflugzeuge des Typs Lockheed L-1011 in Dienst gestellt, die überwiegend von Stockholm nach Palma de Mallorca sowie zu den Kanarischen Inseln und daneben auch im Sub-Charter für LTU vom Flughafen Düsseldorf zum Einsatz kamen.
Im November 1995 richtete Nordic East Airways ihre erste innerschwedische Linienstrecke zwischen Stockholm und Östersund ein. In Hinblick auf einen europaweiten Linienverkehr wurde die Gesellschaft im Juli 1996 zur Nordic European Airlines umfirmiert. Erste internationale Linienflüge erfolgten ab dem 29. September 1996 zwischen Stockholm und Brüssel. Daneben führte das Unternehmen weiterhin Charterflüge durch und setzte ihre Maschinen im Wet-Lease auch für andere Fluggesellschaften ein, unter anderem im Frühjahr 1998 für Air Djibouti. Die Gesellschaft wurde Anfang 1997 an ein griechisch-schwedisches Konsortium verkauft, blieb aber weiterhin in Stockholm ansässig. Die Einstellung des Flugbetriebs erfolgte im März 1998 aus wirtschaftlichen Gründen.

## Flotte

### Flotte bei Betriebseinstellung
Im Jahr der Betriebseinstellung bestand die Flotte des Unternehmens aus einer Boeing 737-200, einer Boeing 737-400 und zwei Lockheed L-1011.

### Zuvor eingesetzte Flugzeuge
- Boeing 737-300
- Douglas DC-9-21 und DC-9-41
- McDonnell Douglas MD-82